# Anne Tønnessen
Anne Tønnessen, née le 18 mars 1974 à Flekkefjord, est une footballeuse norvégienne, jouant au poste de défenseur.

## Biographie
Elle est internationale norvégienne de 1996 à 2004, à 68 reprises. Elle participe aux éditions 1999 (quatrième) et 2003 (quart de finale) de la Coupe du monde, aux Jeux olympiques 2000 (médaille d'or)  et au Championnat d'Europe 2001 (demi-finale).